# Alimbeg Bestayev
Alimbeg Bestayev (Georgia, Unión Soviética, 15 de agosto de 1936-Moscú; 1988) fue un deportista soviético especialista en lucha libre olímpica donde llegó a ser medallista de bronce olímpico en Melbourne 1956.

## Carrera deportiva
En los Juegos Olímpicos de 1956 celebrados en Melbourne ganó la medalla de bronce en lucha libre olímpica estilo peso ligero, siendo superado por el iraní Emam-Ali Habibi (oro) y el japonés Shigeru Kasahara (plata).